# Antonio Circignani

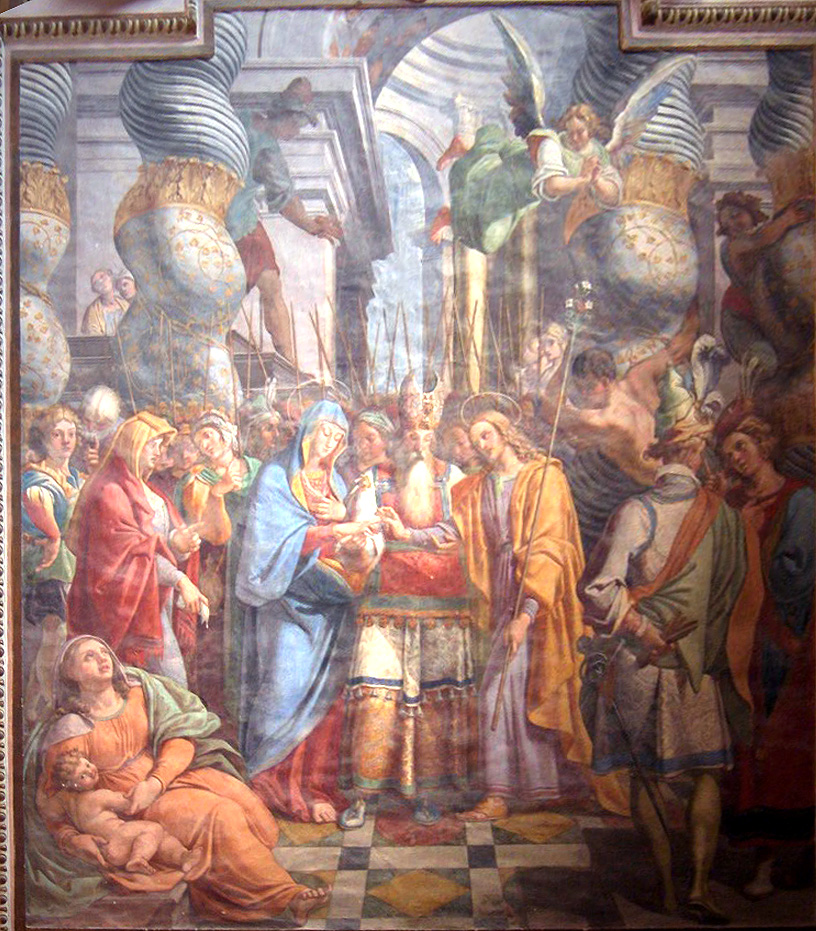
Jungfruns bröllop. Fresk i kyrkan Santa Maria degli Angeli i Assisi.

Antonio Circignani, kallad Il Pomarancio, född 1560 i Pomarance, Toscana eller Città della Pieve, Umbrien, död 1620, var en italiensk målare under manierismen och ungbarocken. 
Circignanis första dokumenterade fresker framställer Scener ur Kristi liv i kyrkan Santa Maria della Consolazione i Rom. I Santa Maria in Traspontina målade han scener ur den helige Albertus Magnus liv och i Santa Maria in Via utförde han Den helige Filippo Benizi i extas. Därutöver målade han verk i kapellet Sant'Aniceto nel Palazzo Altemps samt i Palazzo Mattei di Giove.

### Webbkällor
- Cordaro, Michele (1981). ”CIRCIGNANI, Antonio, detto il Pomarancio”. Dizionario Biografico degli Italiani – Volume 25. Treccani. http://www.treccani.it/enciclopedia/circignani-antonio-detto-il-pomarancio_%28Dizionario_Biografico%29/. Läst 11 mars 2016.